# Смирнівське сільське поселення
Сми́рнівське сільське поселення (рос. Пешневское сельское поселение) — муніципальне утворення у складі Казанського району Тюменської області, Росія.
Адміністративний центр — село Смирне.

## Населення
Населення — 554 особи (2020; 570 у 2018, 638 у 2010, 647 у 2002).

## Склад
До складу поселення входять такі населені пункти:
| Населений пункт      | Населення, осіб (2002) | Населення, осіб (2010) |
| -------------------- | ---------------------- | ---------------------- |
| Коротаєвка, присілок | 142                    | 114                    |
| Смирне, село         | 505                    | 524                    |